# Empty (舞台劇)
《Empty》是 W創作社於2006年在香港文化中心劇場公演的音樂劇，亦是該劇團的第十一部作品，Michael Tsang作曲，與黎允文聯合擔任音樂總監；黄智龍填詞、編劇，與梁祖堯聯合擔任導演；由邵美君、陳曙曦、梁祖堯、劉子騰、朱柏謙等主演。十三場演出票房亦告全滿，並奪得第十六屆香港舞台劇獎「十大最受歡迎劇目」、「最佳音響設計」，及獲提名「最佳創作音樂」。

劇中不少對白如「每個人從出生那一刻起，就不斷地學習捨棄」或「需要是可以創造的！」，都引發觀眾對生活作出反思；歌曲如〈Life is so Busy〉也道破了香港人總是以「忙」自豪，點點時間都不可放過，以為「忙」就是「充實」而不會覺得「空虛」。

難怪著名文化人鄧小宇認為「它（《Empty》）是一部如此都市、如此灰色、如此虛無，如此現代情懷，如此能代表當下香港的創作。」

## 背景
《EMPTY》一共籌備了兩年時間，一開始作曲Michael Tsang跟編劇、填詞黃智龍及堅持要做一個與別不同的音樂劇，一個以新派古典歌曲貫串的荒誕愛情音樂劇，如《EMPTY》的開場兩首歌曲〈Life is so Empty〉及〈Life is so Busy〉靈感取材自巴哈的前奏曲及賦格曲(Bach " Prelude & Fugue in C minor "），而〈物質女孩〉及〈折翼鳥之死〉則分別源自貝多芬的悲愴鋼琴奏鳴曲 (Beethoven "Sonata Pathétique"）及 拉赫曼尼諾夫" Prelude in C# minor"

## 演員表
邵美君  飾演 黄婉君

陳曙曦 飾演 Jacob

梁祖堯 飾演 Joey

朱栢謙 飾演 阿謙

劉子騰  飾演 Alex

馮夏賢  飾演 Jacob前妻Annabella

曾曉淇 飾演 網絡上的黄婉君

## 演出歌曲
〈Life is so Empty〉

曲：曾偉賢｜詞：黃智龍｜唱：曾曉淇 

〈Life is so Busy〉

曲：曾偉賢｜詞：黃智龍｜唱：邵美君、劉子騰、梁祖堯、陳曙曦｜和：馮夏賢、朱柏謙、黃嘉威、歐珮瑩 

〈物質女孩〉

曲：曾偉賢｜詞：黃智龍｜唱：邵美君 

〈複製人〉

曲：曾偉賢｜詞：黃智龍｜唱：梁祖堯 

〈是非歌〉

曲：曾偉賢｜詞：黃智龍｜唱：黃嘉威、王耀祖、歐珮瑩 

〈強我〉

曲：曾偉賢｜詞：黃智龍｜唱：邵美君 

〈傷我〉

曲：曾偉賢｜詞：黃智龍｜唱：梁祖堯、邵美君 

〈折翼鳥〉

曲：曾偉賢｜詞：黃智龍｜唱：劉子騰 

〈呼吸〉

曲：曾偉賢｜詞：黃智龍｜唱：邵美君、陳曙曦 

〈一生一世〉

曲：曾偉賢｜詞：黃智龍｜唱：陳曙曦、馮夏賢 

〈鑽石 I〉

曲：曾偉賢｜詞：黃智龍｜唱：曾曉淇 

〈新天地〉

曲：曾偉賢｜詞：黃智龍｜唱：邵美君、陳曙曦、梁祖堯、馮夏賢｜和：朱柏謙、黃嘉威、歐珮瑩 

〈座右銘〉

曲：曾偉賢｜詞：黃智龍｜唱：朱柏謙 

〈失重〉

曲：曾偉賢｜詞：黃智龍｜唱：曾曉淇、邵美君 

〈折翼鳥之死〉

曲：曾偉賢｜詞：黃智龍｜唱：劉子騰、陳曙曦 

〈我的黑暗年代〉

曲：曾偉賢｜詞：黃智龍｜唱：陳曙曦、邵美君 

〈天譴〉

曲：曾偉賢｜詞：黃智龍｜唱：朱柏謙 

〈讓我此刻死去〉

曲：曾偉賢｜詞：黃智龍｜唱：邵美君 

〈鑽石 II〉

曲：曾偉賢｜詞：黃智龍｜唱：曾曉淇、邵美君 

## 出版紀錄
《W 創作社音樂劇 Empty 原聲大碟》包括劇中共16首原創歌曲。